# Charlotte Holst
Charlotte Holst, tidigare Rapp och Rapp-Kjell, född 15 april 1941 i Karlshamn, är en svensk arkitekt.
Holst, som är dotter till tandläkare Bror Holst och Birgitta Biander, avlade studentexamen 1960 och utexaminerades från Chalmers tekniska högskola 1965. Hon var arkitekt hos K-konsult i Vänersborg 1965–1969, hos K-konsult i Stockholm 1969–1973, planarkitekt på Stockholms stadsbyggnadskontor, ytterstadsbyrån, 1974–1985 och förste arkitekt i distriktet centrala innerstaden där från 1985 fram till pension 2008. Hon var initiativtagare till Kvinnors Byggforum (1979) och ordförande där 1981–1983.
Förutom en stor mängd detaljplaner för i huvudsak bostäder i ytterstaden, på Gärdet och på Stora Essingen var hon initiativtagare till att ta fram ett program för planeringen av nordvästra Kungsholmen, Nya Hornsberg som byggts i början på 2000-talet. Ett trettiotal detaljplaner gav förutsättningar för att stadsdelarna Stadshagen och Kristineberg kunde dubblera sitt invånarantal till 20 000 boende och arbetande. Efter det planeras ytterligare förtätning kring Sankt Görans sjukhus. 
Boken Nya Hornsberg-ett stadsbyggnadsprojekt på västra Kungsholmen ISBN 978-91-637-7272-6 skrev hon i samarbete med Mats Pemer. Den beskriver hur den nya stadsdelen planerades och vilka tankar som ligger bakom utformningen. Meningen var att en ny stenstad skulle byggas som en fortsättning på Kungsholmens stenstadsbebyggelse. Senare har idén i viss mån förfelats i och med högre hus tillkommit.
Under pandemin 2020 skrev hon en bok om sitt liv "Charlotte Kvinna och arkitekt" som gavs ut på hennes 80-årsdag 2021 ISBN 978-91-527-4772-8. Den handlar om hennes uppväxt i Stockholms innerstad och i skärgården, hennes studietid på Chalmers i Göteborg, hennes liv i Vargön och jobb i Vänersborg och Stockholm och de projekt som hon medverkat i. Boken är rikt illustrerad. 
Under många har hon varit administratör till facebookgruppen Debatt Stockholm som hon startade på 2000-talet. Här har hon informerat om aktuella plan- och byggprojekt i Stockholm som arkitekter och intresserade kunnat diskutera.
Holst har lett stadsvandringar i Hornsberg och på Stora Essingen och hållit många föreläsningar. År 2022 medverkade hon i filmen "En föränderlig stad"  av Anders Hanser Production AB.